# Route of Acceptance
Route of Acceptance és una pel·lícula canadenca rodada en anglès, escrita i dirigida per Heather Tobin i estrenada el 2012.

## Sinopsi
És la història d'una jove lesbiana anomenada Ryan, que ha de triar entre tres ofertes fetes per diferents universitats. Es desenvoluparan tres universos paral·lels on Ryan hi portarà vides diferents.

## Repartiment
- Emily Alatalo: Ryan Stark
- Ry Barrett: Cory
- Wade Gamble: Dave Sweeney
- Yvonne Gauthier: Emily Abbott
- Kelly-Marie Murtha: Kali
- Janice Tate: Helen Stark
- Susan Q. Wilson: Gran

## Recepció
Fou exhibida al XIII Festival Internacional de Cinema Gai i Lèsbic de Barcelona Va guanyar el premi del Jurat al Festival de Cinema Gai i Lesbià de Long Island de 2013.